# هائو تینگ
هائو تینگ (انگلیسی: Hao Ting؛ زادهٔ ۲۳ مارس ۲۰۰۱) ژیمناست ریتمیک اهل چین است.